# Дельта (проєкт)

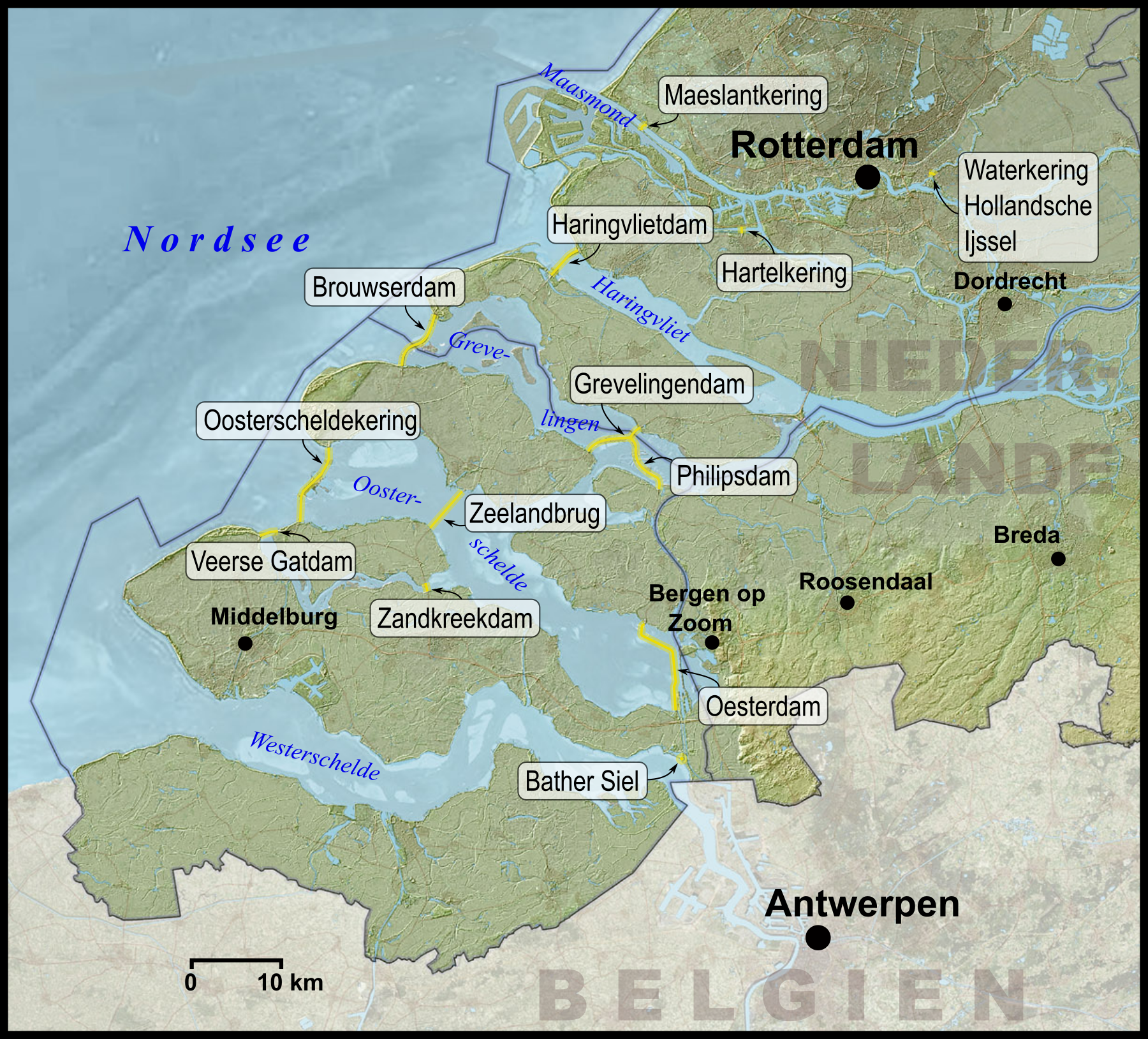
Мапа гідротехнічних споруд в рамках Дельтаверкен

Дельта (нід. Deltawerken — «дельта» «проєкт») — серія масштабних конструкторських проєктів в Зеландії (Нідерланди), покликаних захистити суходіл навколо дельти Рейну-Маасу від Північного моря. Проєкт було започатковано через катастрофічну повінь 1953 року. Роботи тривали з 1958 до 1997 року. «Дельта» складається з гребель, шлюзів, дамб та водоспускних споруд. 
«Дельтаверкен» разом із осушувальним проєктом «Зейдерзеверкен» Американською спілкою цивільних інженерів (англ. ASCE) було названо одним із семи чудес модерного світу.

## Історія

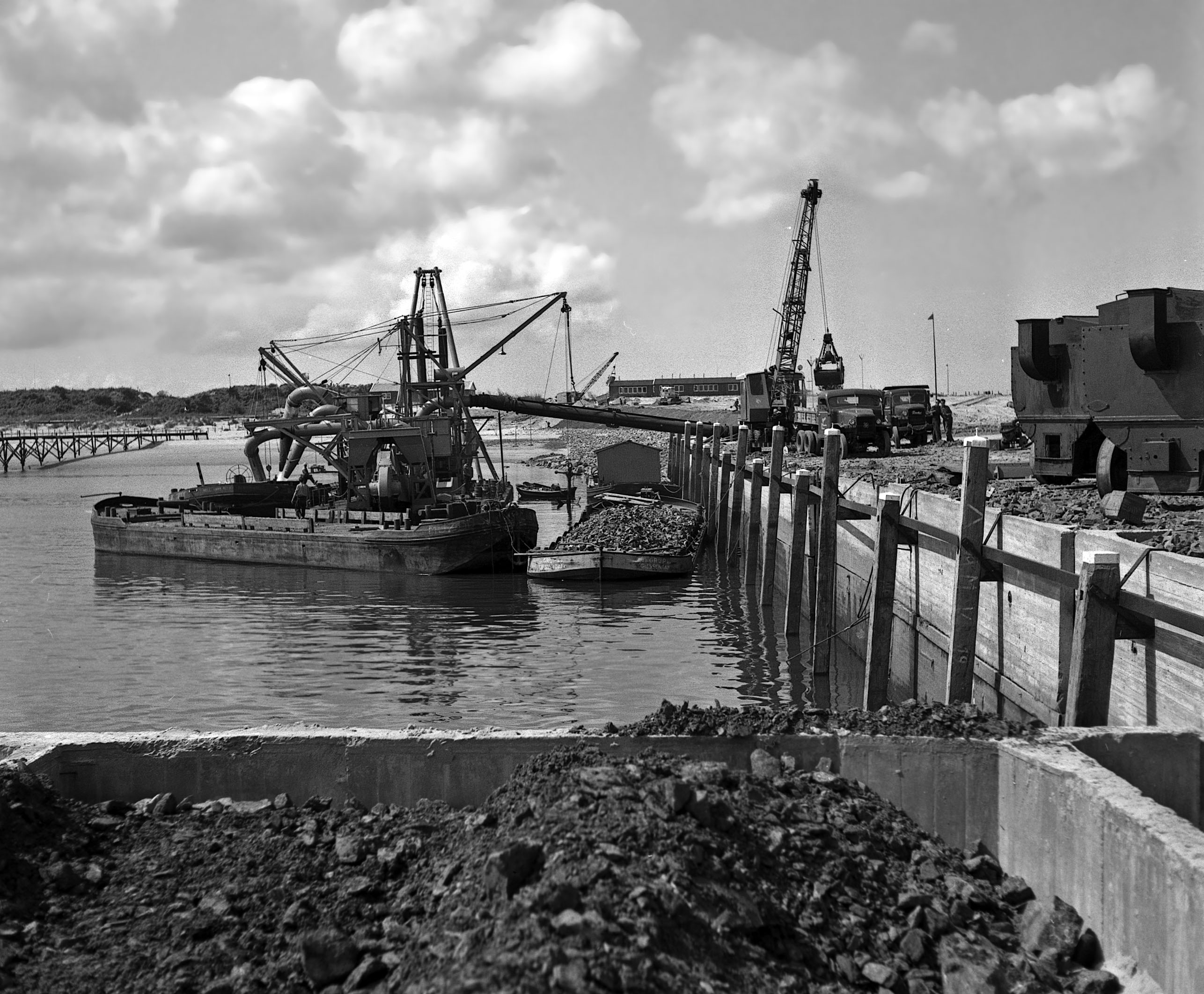
Роботи біля міста Вере

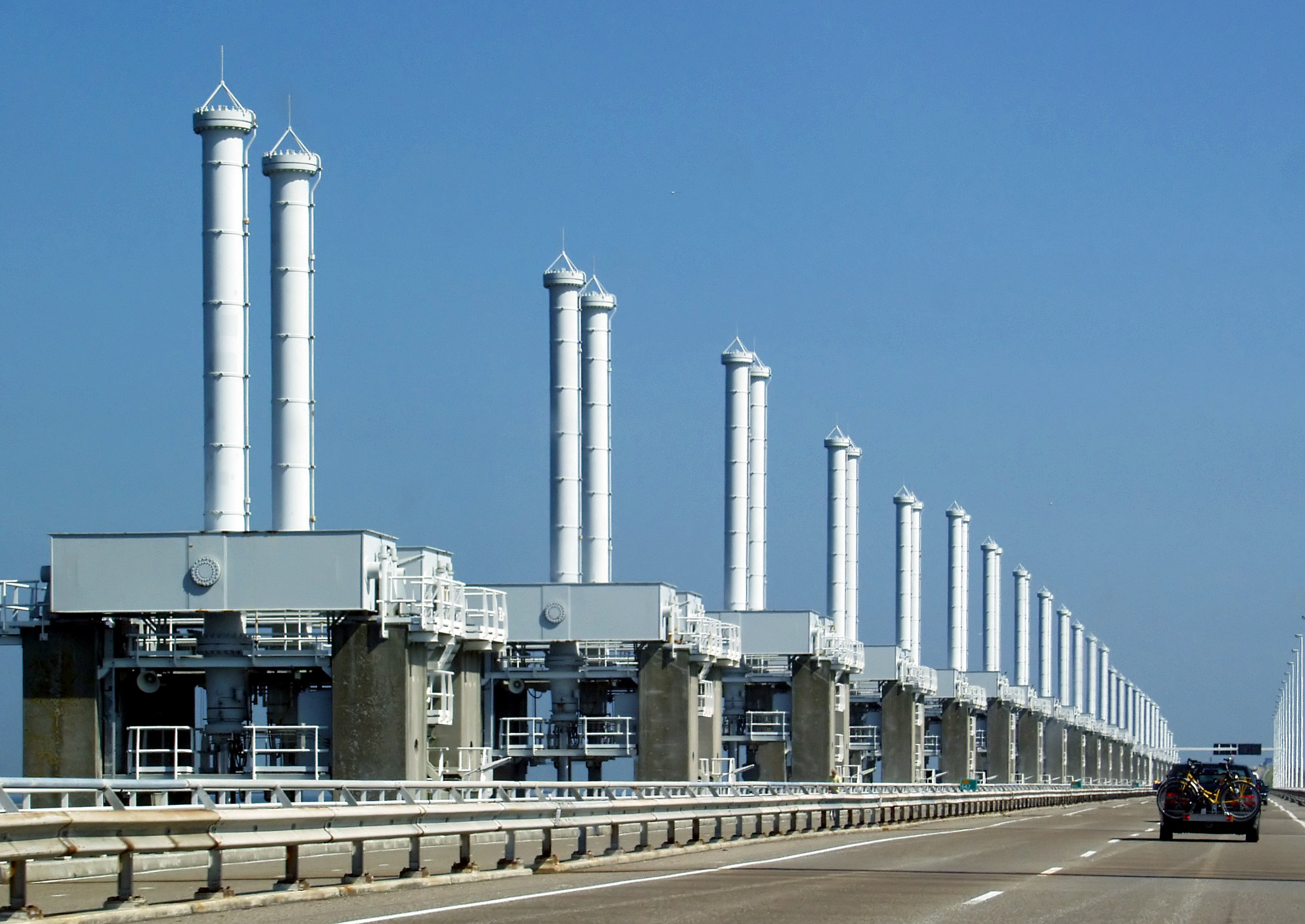
Остершельдекерінг, найбільша з 13 дамб проєкту «Дельта»

За свою історію естуарії річок Рейн, Маас і Шельда затоплялися безліч разів. Після спорудження у 1933 дамби Афслютдейк, що перетворила затоку Зейдерзе в озеро Ейсселмер, голландський уряд розпочав дослідження можливості зведення захисних споруд у дельті Рейну. Розроблений план полягав у зменшенні довжини узбережжя і перетворення естуаріїв в прісноводні озера.
По початку Другої світової війни було призупинено виконання проєкту, але вже у 1950 році було перекрито дві невеликих затоки: Брілсегат біля Брілле і Ботлек біля Влардінгену. Після повені у 1953 році була створена комісія з вивчення причин та пошуків засобів за для запобігання подібних катастроф. Вона переглянула старі плани і створила новий, названий «Deltaplan», відповідно до якого, гирла Східної Шельди, Харінгвліт і Гревелінген закривалися дамбами, що зменшувало довжину берегової лінії на 640 км. Естуарії Ніве-Ватервег і Західна Шельда інтенсивно використовуються для судноплавного сполучення з портами Роттердаму і Антверпену, тому їх було вирішено залишити відкритими. Дамби по берегах цих проток були посилені.

### Зміни в плані, зроблені в ході виконання робіт
По ходу виконання робіт під тиском громадськості в план було внесено кілька змін. У гирлі Ніве-Ватервег укріплення берегів і супутнє розширення дамб ускладнювалося необхідністю знесення багатьох історичних будівель. Дана проблема була вирішена лише частковим зміцненням дамб у поєднанні з будівництвом штормового бар'єру Масланткерінг.
Також спочатку планувалося, що Східна Шельда буде перекрита від моря дамбою і перетворена на прісноводне озеро, що призвело б до втрати флори і фауни, що мешкає в солоній воді. Об'єднані зусилля захисників довкілля і рибалок (в гирлі проводився вилов устриць) призвели до того, що в план були внесені нові поправки. Замість повної ізоляції естуарію від моря була побудована найбільша гребля проєкту Остершельдекерінг шлюзи якої закриваються лише при підвищенні рівня моря на 3 метри щодо середнього значення. При нормальних умовах естуарій відкритий і циркуляція солоної води здійснюється припливними процесами. Зв'язок Східної Шельди з сусіднім гирлом Харінгвліт буде перекрито для зменшення впливу на нього солоної води. Також потрібне будівництво додаткових дамб і шлюзів для забезпечення судноплавства між Роттердамом і Антверпеном.

## Сучасний стан
Роботи були закінчені у 1997 році завершенням Масланткерінгу і Хартелкерінгу. Голландський уряд називає проєкт «Дельта» найбільшим проєктом з захисту від повеней. Масштаб проєкту (2,4 тис. км основних і 14 080 км допоміжних дамб, а також більше 300 будівель) робить його одним з найбільших інженерних проєктів у світі.
Через глобальні кліматичні зміни і супутні їм підвищення рівня моря дамби потрібно добудовувати у висоту і ширину. Необхідний рівень захисту і вартість його забезпечення залишаються постійною темою для обговорення. На 2010-і проводяться роботи по зміцненню дамб по берегах Східної та Західної Шельди — була показана недостатня міцність існуючих передніх стінок і необхідність їх заміни. Ці роботи почалися у 1996 і за планом продовжаться до 2015 року. За цей період Міністерство громадських робіт та управління водними ресурсами виконає зміцнення 325 км дамб

## Список споруд
| Проєкт                                                                                  | Початок | Введення до експлуатації | Функція                  | Акваторія                                      | Місце                                         |
| Штормовий бар'єр на Холландсе-Ейссел (Stormvloedkering Hollandse IJssel) (Algerakering) | 1958    | 1958                     | штормовий бар'єр         | Холландсе-Ейссел (річка)                       | Південна Голландія біля Крімпен-ан-ден-Ейссел |
| Зандкрекдам                                                                             | 1959    | 1960                     | дамба                    | Зандкрек, Версе Гат (Східна Шельда)            | між Норд-Бевеланд і Зейд-Бевеланд             |
| Версегатдам                                                                             | 1960    | 1961                     | дамба                    | Версе Гат (Східна Шельда)                      | між Норд-Бевеланд і Зейд-Бевеланд             |
| Гревелінгендам                                                                          | 1958    | 1965                     | дамба                    | Гревелінгендам                                 | Між Толен і Схаувен-Дейвеланд                 |
| Волкеракдам                                                                             | 1957    | 1969                     | дамба                    | Волкерак, Холландс-Діп (Маас і Східна Шельда   | між Південною Голландією і Зеландією          |
| Харінгвліт                                                                              | 1958    | 1971                     | дамба і штормовий бар'єр | Харінгвліт (Рейн і Маас)                       | Між Ворне-Пюттен й Гуре-Оверфлакке            |
| Броверсдам                                                                              | 1964    | 1971                     | дамба                    | Гревелінгендам                                 | між Гуре-Оверфлакке й Схаувен-Дейвеланд       |
| Маркізатскаде                                                                           | 1980    | 1983                     | дамба                    | Східна Шельда, Шельда-Рейн-канал               | Між Зейд-Бевеланд й Моленплат                 |
| Штормовий бар'єр Східної Шельди (Oosterscheldekering)                                   | 1960    | 1986                     | штормовий бар'єр         | Східна Шельда                                  | між Схаувен-Дейвеланд й Норд-Бевеланд         |
| Остердам (Oesterdam)                                                                    | 1979    | 1997                     | дамба                    | Східна Шельда, Маркізатсмер, Шельда-Рейн-канал | Між Толен й Зейд-Бевеланд                     |
| Філіпсдам                                                                               | 1976    | 1997                     | дамба                    | Східна Шельда                                  | між Гревелінгендам й Сінт-Филипсланд          |
| Спейшлюз                                                                                | 1980    | 1987                     | шлюз                     | Волкерак, Маркізатсмер, Східна Шельда          | Бат                                           |
| Масланткерінг                                                                           | 1988    | 1997                     | штормовий бар'єр         | Ніве-Ватервег (Рейн)                           | Вниз за течією Роттердам Південна Голландія   |
| Хартелкерінг                                                                            | 1991    | 1997                     | штормовий бар'єр         | Хартелканал                                    | Біля Спейкеніссе, Південна Голландія          |